# 谢韦尔诺耶村委员会
谢韦尔诺耶村委员会（俄语：Северный сельсовет）是俄罗斯联邦阿穆尔州阿尔哈拉区所属的一个村委员会。其下辖有3个居民点，行政中心为谢韦尔诺耶。据2016年统计，该村委员会的人口为260人。